# Turmgänsekresse
Die Turmgänsekresse (Pseudoturritis turrita (L.) Al-Shehbaz; Syn.: Arabis turrita L.), auch Bogen-Gänsekresse oder Bogenfrucht-Gänsekresse genannt, ist die einzige Art der Pflanzengattung Pseudoturritis und innerhalb der Familie der Kreuzblütler (Brassicaceae). Sie ist hauptsächlich in Eurasien verbreitet.

## Beschreibung

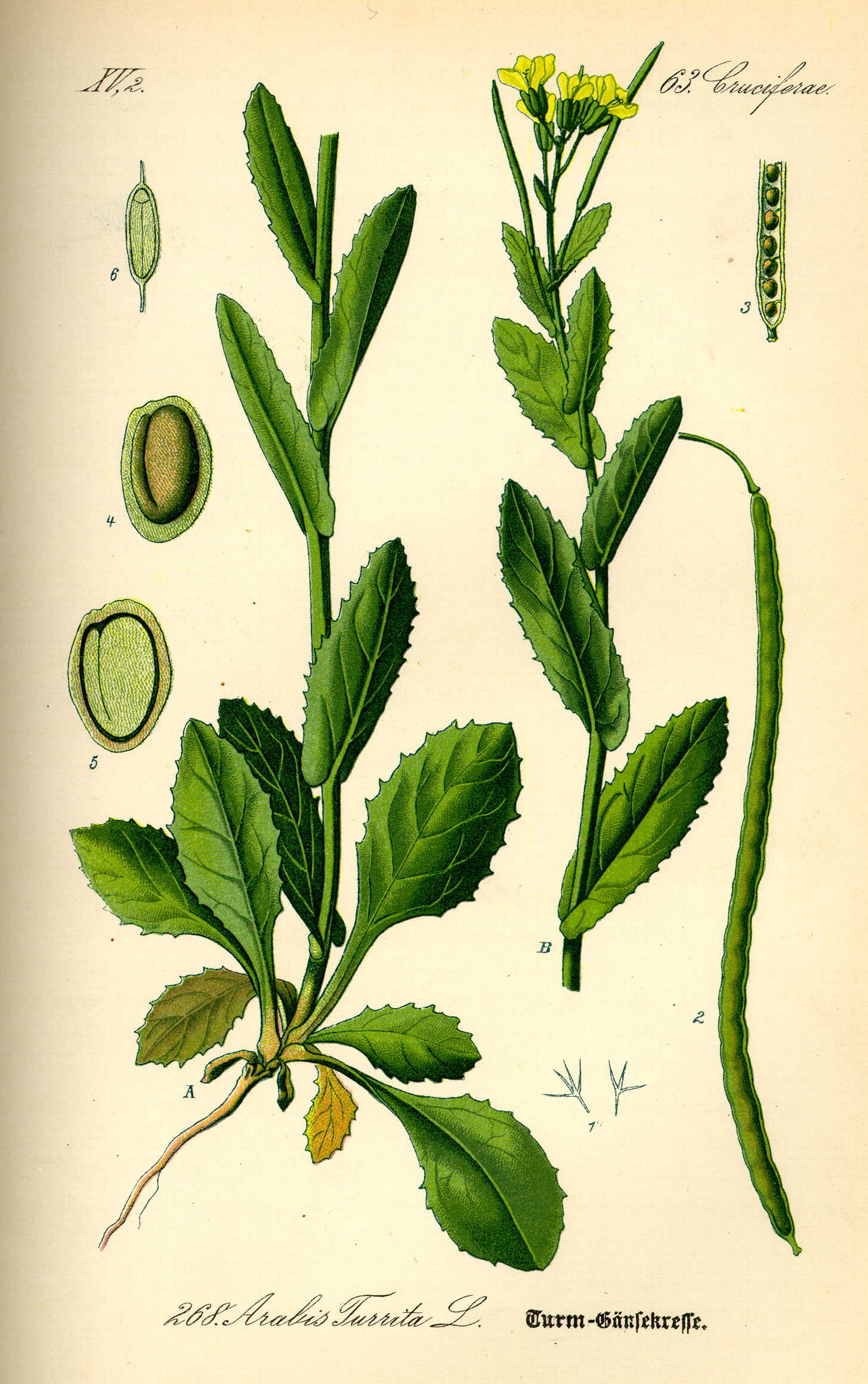
Illustration

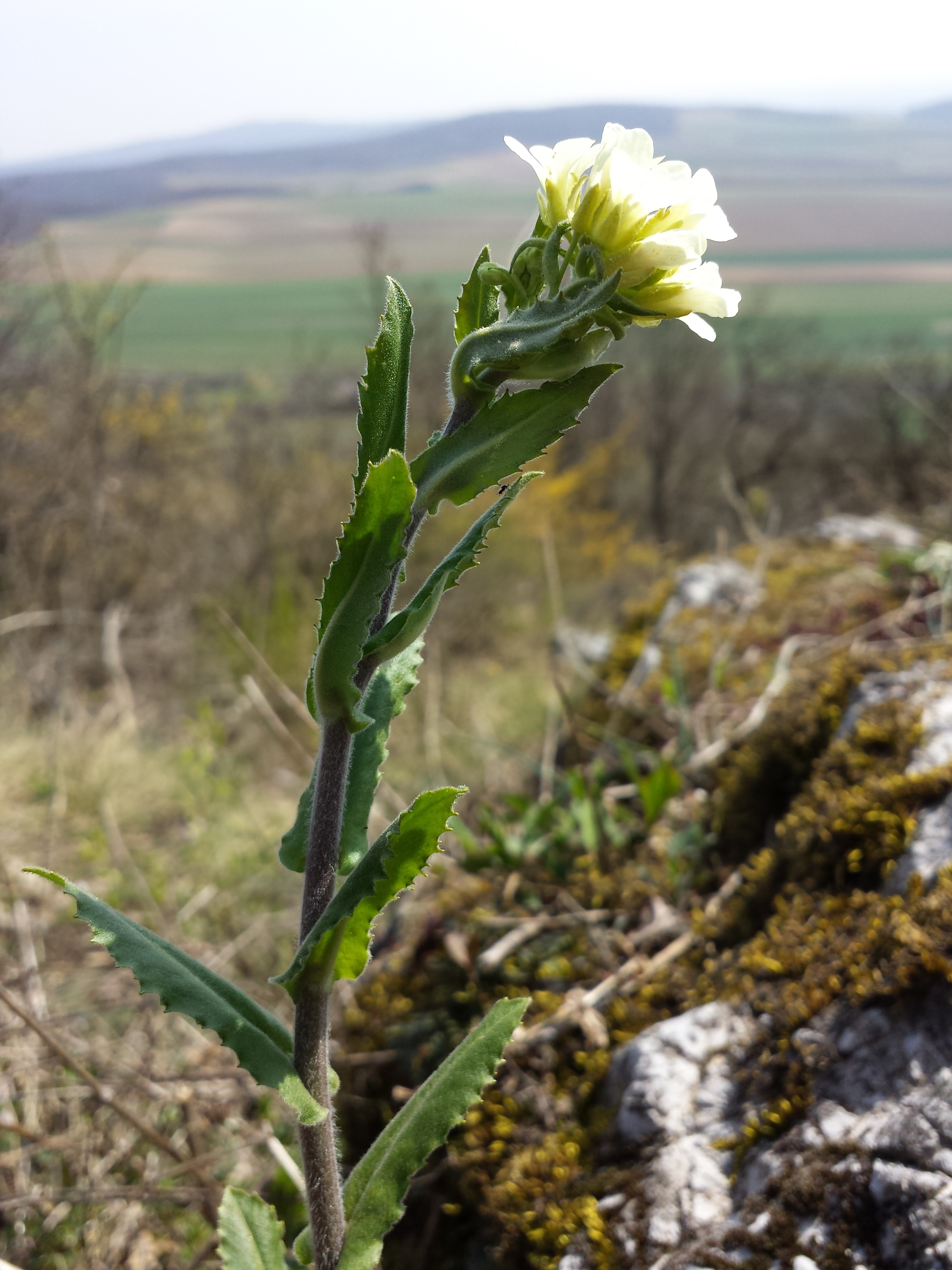
Laubblätter und Blütenstand

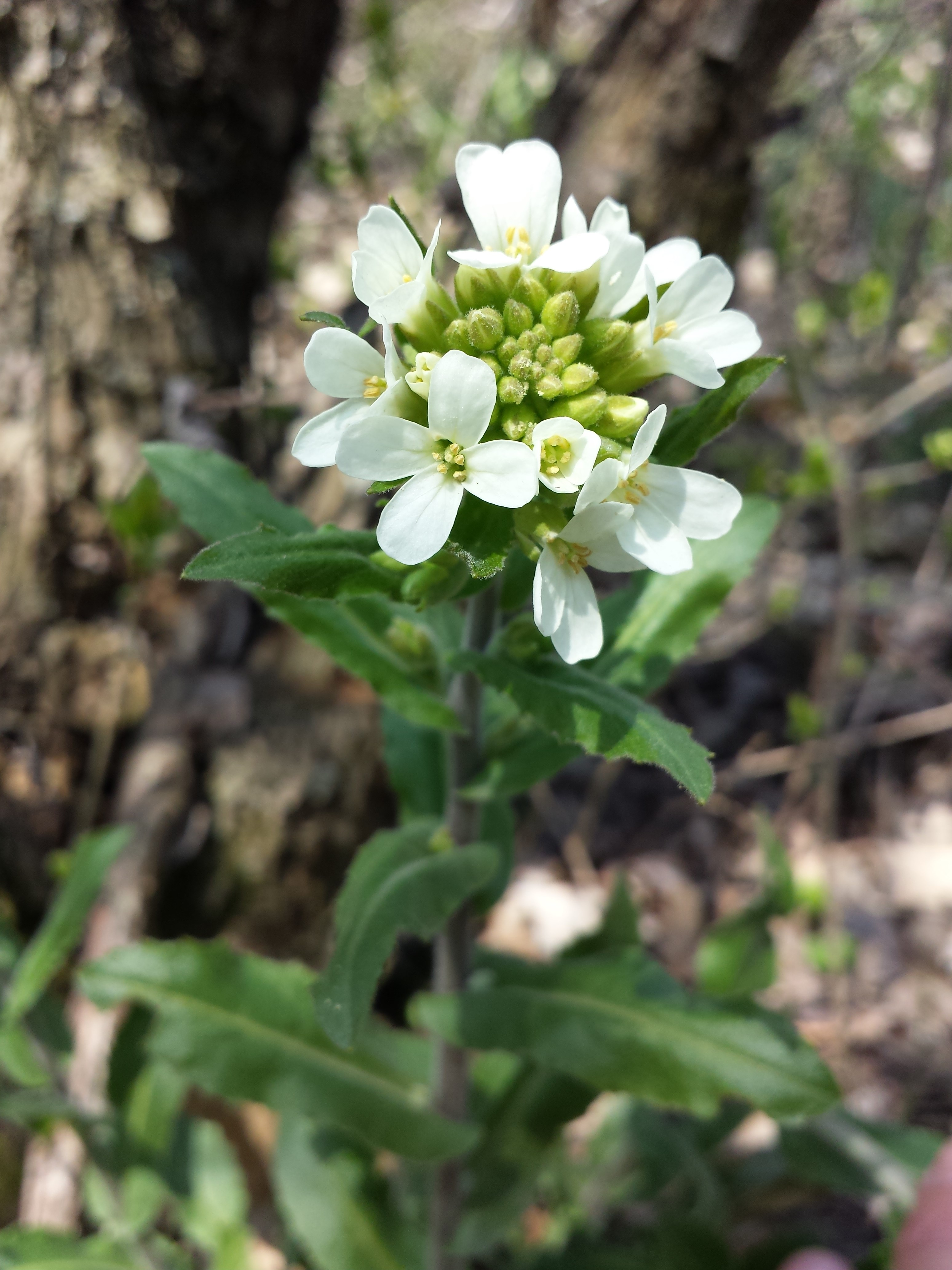
Doldentraubiger Blütenstand von oben mit den vierzähligen Blüten und Blütenknospen

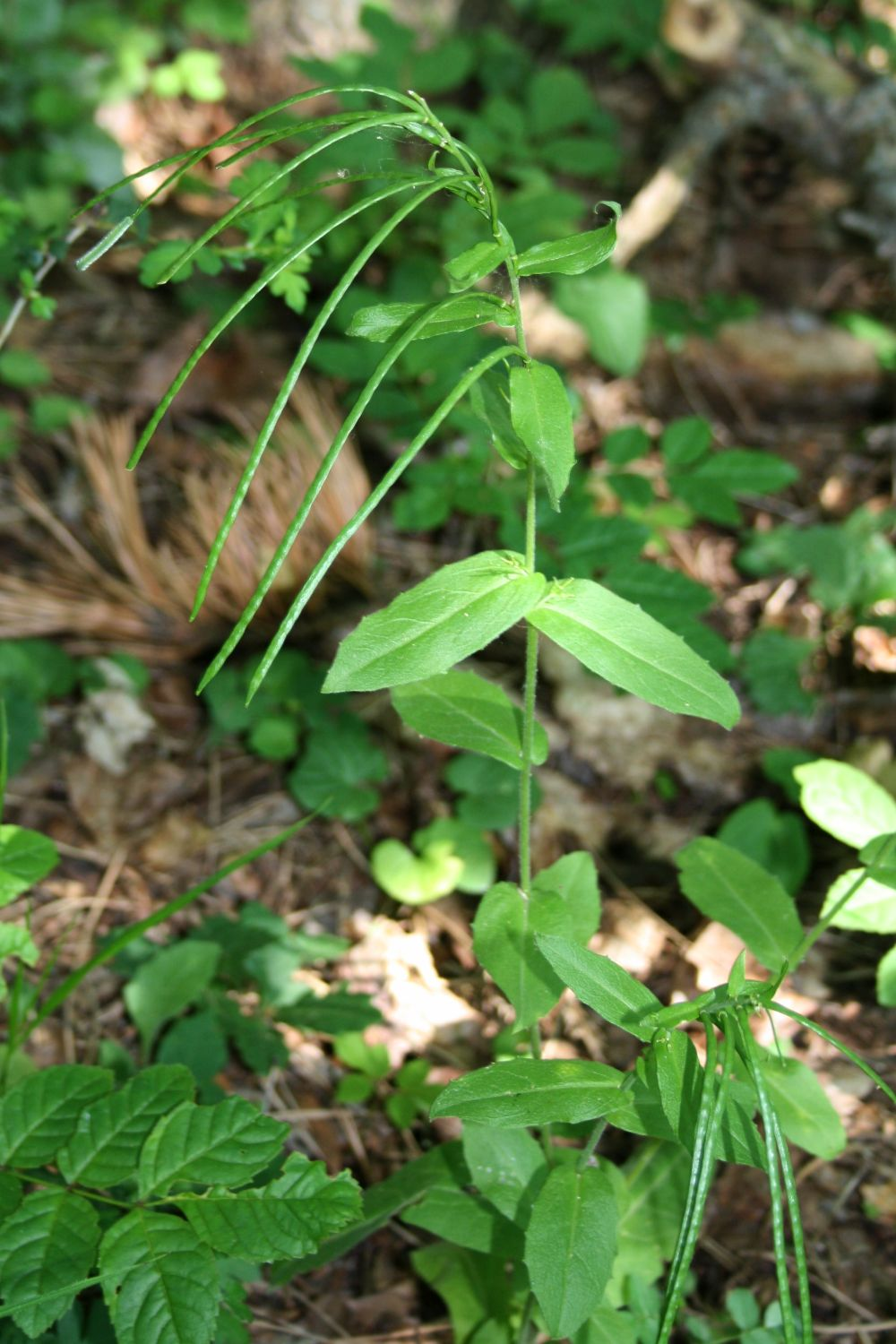
Habitus und typisch bogig überhängende Schoten

### Vegetative Merkmale
Die Turmgänsekresse wächst als sommergrüne, zweijährig bis ausdauernde krautige Pflanze und erreicht Wuchshöhen von 40 bis 80 Zentimetern. Sie bildet ein kurzes Rhizom. Die ein bis mehreren Stängel sind aufrecht. Die oberirdischen, vegetativen Pflanzenteile sind mit zahlreichen gestielten, zwei- bis mehrstrahligen Haaren besetzt.
Die Grundblätter sind eiförmig bis spatelig, oft ziemlich lang in den Blattstiel verschmälert. Die vielen Stängelblätter sind sitzend, bei einer Länge von 5 bis 15 Zentimetern meist länger als die Internodien, länglich bis lanzettlich, herzförmig stängelumfassend; der Rand ist geschweift-gezähnt.

### Generative Merkmale
Die Blütezeit reicht in Mitteleuropa von April bis Mai. Der anfangs doldentraubige, später durch Streckung der Blütenstandsachse traubige Blütenstand ist reichblütig; die untersten Blüten stehen oft in den Achseln von Tragblättern. Die zwittrigen Blüten sind vierzählig. Die vier Kelchblätter sind 3 bis 4 Millimeter lang. Die vier Kronblätter sind 5 bis 8 Millimeter lang und gelblich-weiß.
Die steil aufgerichteten, bei einer Länge von 3 bis 8 Millimetern relativ kurzen Fruchtstiele sind die Schoten mehr oder weniger einseitswendig und nickend bis bogig überhängend. Die Schoten sind 7 bis 4 Zentimeter lang und 2 bis 3 Millimeter breit. Die Fruchtklappen sind ohne deutlichen Mittelnerv. Die Samen stehen einreihig. Der Griffel ist auf der Frucht 1 bis 2 Millimeter lang.
Die Chromosomenzahl beträgt 2n = 16.

## Ökologie
Bei der Turmgänsekresse handelt es sich um einen Hemikryptophyten.

## Vorkommen
Die Turmgänsekresse ist in Süd-, Mittel- und Osteuropa, in Algerien, in der Türkei, Georgien und im südlichen Russland verbreitet.
Die Turmgänsekresse ist licht- und wärmeliebend. Sie gedeiht auf kalk- oder zumindest basenreichen, trockenen bis mäßig trockenen Böden. Sie kommt in Mitteleuropa in lichten Eichen- und Sommerlinden-Mischwäldern, auch im Seggen-Buchenwald (Carici-Fagetum), aber auch in Gebüschen, wie dem Felsenbirnen-Gebüsch (Cotoneastro-Amelanchieretum) und Saumgesellschaften der Ordnung Origanetalia vor. Allgemein gilt die Turmgänsekresse als eine Charakterart der Ordnung Quercetalia pubescentis.
In den Allgäuer Alpen steigt sie am Grünten in Bayern bis zu 1500 m Meereshöhe auf.
Die ökologischen Zeigerwerte nach Landolt & al. 2010 sind in der Schweiz: Feuchtezahl F = 2 (mäßig trocken), Lichtzahl L = 3 (halbschattig), Reaktionszahl R = 5 (basisch), Temperaturzahl T = 3+ (unter-montan und ober-kollin), Nährstoffzahl N = 2 (nährstoffarm), Kontinentalitätszahl K = 4 (subkontinental).

## Systematik
Die Erstveröffentlichung erfolgte 1753 unter dem Namen (Basionym) Arabis turrita durch Carl von Linné als in seinem Werk Species Plantarum in Band 2, S. 665–666. Die Neukombination zu Pseudoturritis turrita wurde 2005 durch Ihsan Ali Al-Shehbaz veröffentlicht. Pseudoturritis turrita ist die einzige Art der Gattung Pseudoturritis Al-Shehbaz. Die Gattung Pseudoturritis gehört zur Tribus der Arabideae (bei manchen Autoren auch der Stevenieae) innerhalb der Familie der Brassicaceae.